# Leucospermum
O género botânico Leucospermum, constituído por espécies vulgarmente designadas como alfineteiras inclui cerca de 50 espécies de plantas com flor da família das Proteaceae. É nativo do Zimbabwe e da África do Sul, onde ocupam uma grande variedade de habitats, incluindo charnecas, florestas, e encostas montanhosas.
São arbustos perenes, podendo por vezes, mas raramente, atingir o tamanho de árvores de 0,5 a 5 metros de altura. As folhas, coriáceas, dispõem-se em espiral, e são simples, de forma linear a lanceolada, de 2 a 12 cm de comprimento e de 0,5 a 3 cm de largura. A sua margem é serrada, completamente ou apenas na extremidade. As flores reúnem-se em densas inflorescências, com estames proeminentes, que justificam o nome de "alfineteira" - parecendo, de facto, alfinetes espetados sobre uma pequena almofada de tépalas.
O género está relacionado, em termos evolutivos com o género, nativo da Austrália, Banksia.

## Espécies
- Leucospermum album
- Leucospermum arenarium
- Leucospermum attenuatum R.Br.
- Leucospermum bolusii E.Phillips
- Leucospermum calligerum
- Leucospermum catherinae Compton
- Leucospermum conocarpodendron (L.) H.St.John – árvore-alfineteira
- Leucospermum conocarpum R.Br.
- Leucospermum cordatum
- Leucospermum cordifolium (Salisb. ex Knight) Fourc.
- Leucospermum cuneiforme (Burm.) Rourke
- Leucospermum erubescens
- Leucospermum formosum
- Leucospermum gerrardii
- Leucospermum glabrum
- Leucospermum gracile
- Leucospermum grandiflorum R.Br.
- Leucospermum gueinzii
- Leucospermum harmatum
- Leucospermum harpagonatum – Alfineteira-de-McGregor
- Leucospermum heterophyllum – alfineteira-tridente
- Leucospermum hypophyllocarpodendron (L.) Druce
- Leucospermum innovans
- Leucospermum lineare R.Br.
- Leucospermum muirii
- Leucospermum mundii
- Leucospermum oleifolium
- Leucospermum parile – Alfineteira-de-malmesbury
- Leucospermum patersonii – Alfineteira-de-silveredge
- Leucospermum pendunculatum
- Leucospermum pluridens – Alfineteira-de-robinson
- Leucospermum praecox
- Leucospermum praemorsum
- Leucospermum profugum – Alfineteira-de-piketberg
- Leucospermum prostratum – alfineteira-amarela-rasteira
- Leucospermum reflexum H.Buek ex Meisn.
- Leucospermum rodolentum
- Leucospermum royenifolium – alfineteira-oriental
- Leucospermum saxatile – alfineteira-karoo
- Leucospermum saxosum
- Leucospermum secundifolium - alfineteira-de-pé
- Leucospermum spathulatum – Alfineteira-de-cederberg
- Leucospermum tomentosus – alfineteira-de-saldanha
- Leucospermum tottum R.Br. – alfineteira-de-ribbon
- Leucospermum truncatulum – alfineteira-de-folhas-ovais
- Leucospermum truncatum H.Buek ex Meisn.
- Leucospermum utriculosum
- Leucospermum vestitum (Lam.) Rourke – alfineteira-aveludada
- Leucospermum winterii – alfineteira-de-riversdale
- Leucospermum wittebergense – alfineteira-de-swartberg